# Ethan Allen
Ethan Allen (Litchfield, 10 gennaio 1738 – Burlington, 12 febbraio 1789) è stato un generale statunitense.

## Biografia
Nel 1770 organizzò i Green Mountain Boys, una milizia irregolare destinata alla difesa dell'indipendenza dei territori nord americani ceduti dalla Francia alla Gran Bretagna al termine della Guerra dei sette anni.
In seguito, si distinse nella Guerra d'indipendenza americana, partecipando alla conquista di Fort Ticonderoga ed alla spedizione del generale Richard Montgomery in Canada (1775), durante la quale venne fatto prigioniero dai britannici.
Liberato nel 1778, riprese la lotta contro New York per difendere l'indipendenza della Repubblica del Vermont (proclamata l'anno precedente dal fratello Ira) e prese parte alle trattative per ottenere una pace separata con la Gran Bretagna. Si ritirò a vita privata nel 1787; morì a Burlington il 12 febbraio 1789.